# Decadencia de los Estados Unidos

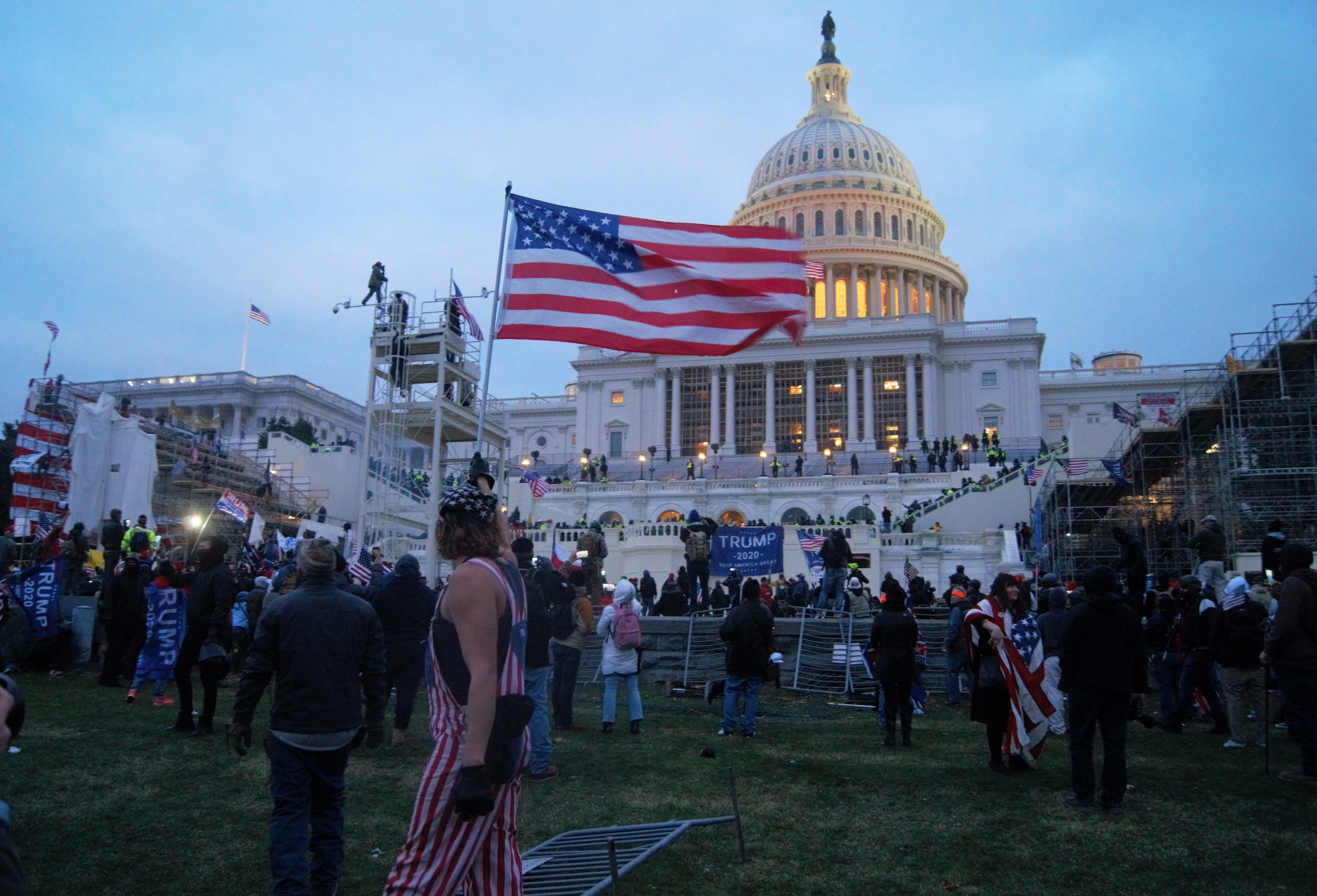
El asalto al Capitolio de los Estados Unidos de 2021 interrumpió una sesión conjunta del poder legislativo para contar el voto del Colegio Electoral y certificar la victoria de Joe Biden en las elecciones presidenciales de 2020. El suceso trajo discusión el debate sobre la decadencia del país. El periódico HuffPost relató al respecto: «El asalto al Capitolio cristaliza 4 años de decadencia estadounidense».

La decadencia de los Estados Unidos es un término utilizado por varios analistas para describir la disminución del poder de los Estados Unidos en términos geopolíticos, militares, financieros, económicos, sociales y en términos de salud y medio ambiente. Hay debate entre quienes creen que los Estados Unidos está en decadencia y aquellos otros que sienten que los Estados Unidos es simplemente especial, lo que se llama la teoría del excepcionalismo estadounidense.
Algunos analistas sostienen que los EE. UU. llevan en decadencia desde hace mucho tiempo antes de que llegara Donald Trump a la presidencia en 2016; siendo él además el primer candidato a la presidencia en promover la idea de que los EE. UU. está en decadencia, otros sugieren que la decadencia del país es a causa de la política exterior de Trump o, por lo menos, ha sido acelerada en su gestión. Según Noam Chomsky, la decadencia del país empezó al terminar la Segunda Guerra Mundial, rechazando con ello la «retórica notable de varios años de triunfalismo de los años 1990» y calificándola como «mero autoengaño».
Encuestadores de Gallup reportaron que la aprobación global del liderazgo de los EE. UU. se hundió del 48 % en 2016 a un récord bajo de 30% en 2018, en gran parte debido a las posturas aislacionistas de Donald Trump. Esta caída coloca a los EE.UU. una muesca por debajo de la aprobación global de China con un 31 % y dejando a Alemania como el poder global más popular con una aprobación del 41 %. Michael Hudson describe como el pilar de esta decadencia la cuestión financiera: un resultado del dinero creado por bancos con interés compuesto y la denegación incorporada de perdonar deudas como el defecto fatal del sistema.
La competencia de China con los EE. UU. para el predominio global constituye un núcleo del debate sobre la decadencia estadounidense.

## Comparación con estados más tempranos
Muchos de los comentaristas principales de los EE. UU., desde hace más de medio siglo, han descrito de forma consistente a los EE. UU. como «un débil caso perdido que caerá ante rivales más fuertes inevitablemente igual que como cayó Roma a los bárbaros o Francia a Enrique V en Agincourt».
Michael Hudson señala que es necesario el perdón de deudas personales para con los bancos y el estado cuando estas son demasiado grandes. Plantea que en Roma existía el perdón de la deuda periódicamente y que cuando se puso punto final a esta práctica, esto fue un factor de la decadencia que sobrevendría después, mientras que otros imperios más tempranos como el asirio, sobrevivieron a través del establecimiento del perdón periódico de la deuda. Cuando esta práctica fue acabada en el imperio romano, el resultando fue el empobrecimiento y desahucio de agricultores, creando un creciente lumpemproletariado. El mismo proceso contribuyó al derrumbamiento del imperio británico y continuaría con crisis financieras periódicas (Gran Depresíon de 1929 y Gran Recesión de 2008) las cuáles son sólo aliviados por rescates de gobierno y/o la guerra. Hudson añade que cada vez que la historia se repite, el precio remonta. Para él, los EE. UU. están siendo destruidos por la deuda bancaria sin la existencia de un mecanismo que permita el perdón de los créditos impagos, haciendo el derrumbe del país algo inevitable.

### Reino Unido
Paul Kennedy argumenta, haciendo la comparación con el Reino Unido, que: «la fuerza financiera británica era el factor decisivo en sus victorias sobre Francia durante el siglo XVIII. Mientras el dólar estadounidense vaya perdiendo su función como moneda global, frente a monedas como el euro, no podrá ser capaz de continuar teniendo déficits comerciales para financiar sus gastos militares».
Según Richard Lachmann, los EE. UU. duraría mucho más tiempo como hegemón si algo que el Reino Unido no logró alcanzar se lograse; el que se pudiese restringir el control de las élites o familias pudientes sobre las oficinas y poderes gubernamentales.

## Señales de decadencia
La hegemonía de los EE. UU. siempre ha sido apoyada por tres pilares: «fuerza económica, un ejército pudiente, y el poder blando de dominancia cultural».

### Desarrollo humano
Si bien en la actualidad se acepta que Estados Unidos mantiene un rol fundamental como superpotencia en el mundo, aunque cada vez más disputado o por lo menos acompañado, con la República Popular China, existen ciertos problemas y debilidades en su rol.
Hay diferentes indicadores de desarrollo humano que sitúan a Estados Unidos al mismo nivel de países subdesarrollados (como la esperanza de vida y la mortalidad infantil) o por debajo de países latinoamericanos como Chile y Costa Rica. En materia de pobreza infantil, por ejemplo, según la Unicef de un análisis de 35 países con economías avanzadas, Estados Unidos aparece en penúltimo lugar, solo por encima de Rumanía. También en los últimos años ha habido un aumento en las cifras de mortalidad materna, en sentido contrario a las tendencias de todo el primer mundo. Otro factor a considerar, como la tasa de homicidios, en Estados Unidos es muy notablemente superior a la del resto de países desarrollados. En educación, según estudios de la OCDE en donde se analizó la situación de 23 países, incluido Estados Unidos, los estadounidenses se ubicaron entre los ocho con peores resultados. Además, hay por lo menos 16 millones de estadounidenses que no saben leer, el 8.1 % de la población adulta, una cifra muy elevada en comparación con otros países desarrollados.  Por otra parte, el número de personas sin hogar ha crecido constantemente en Estados Unidos, sin que se registre un alto en este fenómeno. Estados Unidos también es el segundo país más desigual del mundo, solo después de China, según el Banco Mundial.
Según el relator de pobreza extrema y derechos humanos de la ONU, 40 millones de estadounidenses viven en pobreza, y 18.5 millones de estadounidenses viven en pobreza extrema de condiciones del tercer mundo. En un informe de 2018 el relator de la ONU afirmó que estas condiciones hacen que: «el sueño americano rápidamente se convierta en la ilusión americana». Estados Unidos es el país con el mayor porcentaje de su población en cárceles, y ocupa el lugar 36 en acceso al agua en el mundo. Al final, otros analistas sugieren que debido a otros factores y su posible agudización como el alto desempleo, la pobreza, la deuda pública insostenible, el gran déficit comercial con China y una economía en declive, Estados Unidos está en vías de ser un país como los del llamado tercer mundo.

### Economía
En 1970 el porcentaje de producción mundial de los EE. UU. había caído de 40 % a 25 %. El economista Jeffrey Sachs observó que el porcentaje de ingresos mundiales de los EE. UU. había caído del 24.6 % en 1980 a 19.1 % en 2011. La proporción de ingreso medio de un director ejecutivo al ingreso medio de un trabajador medio en los EE. UU. fue de 24:1 en 1965 a 262:1 en 2005. Una encuesta llevada a cabo por el Pew Research muestra que una mayoría de estadounidenses pronostica que la economía de los EE. UU. será más débil en 2050. Según la encuesta, una mayoría de las personas piensa que los EE. UU. será un país «con una creciente deuda nacional, una brecha cada vez más ancha entre los ricos y los pobres y una fuerza laboral amenazada por la automatización».
La mayoría de las personas de derecha y algunos centristas creen que las raíces de la crisis fiscal estadounidense se debe al aumento del gasto en programas sociales o a los aumentos en gasto militar para las guerras en Irak y en Afganistán, siendo para ellos ambos factores los que han dirigido al país hacia la decadencia. Sobre esto, Richard Lachmann describe que el problema real es: «el mal uso y gestión de los ingresos y gasto del gobierno, que resulta en una desviación de recursos de las tareas vitales para mantener la dominancia económica y geopolítica». Kennedy argumenta que mientras aumenta el gasto militar, esto reduce la inversión en crecimiento económico, que al final «dirige a una espiral descendente de crecimiento más lento e impuestos más altos, con esto profundizando las rupturas domésticas sobre temas de gasto público, y así también debilitando la capacidad del país de aguantar las cargas de defensa».

### Ejército

Países donde los Estados Unidos tiene bases e instalaciones militares (2016).

Kennedy argumenta que el gasto en déficit, particularmente en la construcción del ejército, es la causa principal de una decadencia de cualquier gran potencia. Los costes de las guerras en Irak y Afganistán son ahora estimados en hasta $4.4 billones, lo cual Kennedy considera una victoria importante para Osama bin Laden, cuyo objetivo declarado era la bancarrota de los EE. UU. En 2011 el presupuesto militar de los EE. UU. — en comparación con el resto del mundo — era más alto en términos reales que en cualquier otra época desde la Segunda Guerra Mundial.
Según un informe de la Comisión de Estrategia de Defensa Nacional, «las ventajas militares de los EE. UU. han disminuido», y «el margen de error estratégico del país ha devenido en ser preocupantemente pequeño. Han proliferado la dudas sobre la capacidad del país en disuadir, y si es necesario, defender y honorar sus compromisos globales ante sus adversarios». El informe citó un «presupuesto limitado» y una «disfunción política» como los factores que limitan que el gobierno pueda mantenerse al tanto de amenazas, llamándolo «una crisis de seguridad nacional». El informe escribió que, para neutralizar la fuerza de los EE. UU., China y Rusia intentaban conseguir una «hegemonía regional» y desarrollar un fuerte ejército. En 2018, el general Frank Gorenc dijo que la ventaja que los EE. UU. tiene sobre Rusia y China iba disminuyendo. Según Forbes, la decadencia del ejército empezó cuándo el Secretario de Defensa Dick Cheney paró cien programas de armas importantes hace 25 años cuándo la Unión Soviética colapsó.

### Cultura
La cultura estadounidense está en decadencia según Allan Florece, E. D. Hirsch y Russel Jacoby. Samuel P. Huntington también creía que la cultura y política estadounidense llevan en decadencia desde finales de los años 1950, llegando en olas de debilitamiento, concretamente en reacción al lanzamiento de Sputnik por parte de la Unión Soviética; la guerra de Vietnam; la crisis del petróleo de 1973; la agresión soviética a finales de los años 1970; y la inquietud popular que acompañó el final de la Guerra Fría. El aumento del posmodernismo desde la Segunda Guerra Mundial ha contribuido a la disminución de la cultura estadounidense, según Goldfrab. Bloom observa que «en vez de la búsqueda de la verdad, hay una certeza adolescente que todo es incierto». Lanzando críticas a una sociedad moderna por su relativismo, narcisismo y la extinción de valores relacionados con el amor y la amistad, señalando también la proliferación de íconos culturales que se retratan como nihilistas.
William J. Bennett argumenta que la decadencia cultural de los EE. UU. señala «un cambio en las actitudes y las creencias del público». El índice de mortalidad materna se ha duplicado en los EE. UU. desde finales de los años 1980 en contraste con otros países desarrollados como España o Chile. Según el Índice de Indicadores Culturales Principales, publicado en 1993, la moralidad, y las condiciones de la sociedad estadounidense contemporánea manifiestan una decadencia desde 1963. El índice mostró que ha habido un aumento en crímenes violentos, nacimientos de hijos no reconocidos, un auge de divorcios, el crecimiento del porcentaje de los niños que viven en casas de padres solteros, y que los suicidios adolescentes se han disparado desde 1963.  En 2015, alrededor de la mitad de los niños estadounidenses nacieron con madres no casadas.
Según Kenneth Weisbrode, aunque las estadísticas indiquen una decadencia de los EE. UU. (con un aumento del índice de muertes, parálisis política, aumento de crimen); «los estadounidenses han tenido un decaimiento cultural desde mucho tiempo, y desde hace mucho tiempo lo promueve». Afirma que la obsesión con la decadencia no es algo nuevo, sino algo que viene desde los puritanos. «La decadencia cultural, en otras palabras, es tan estadounidense como la tarta de manzana», argumenta Weisbrode. Él compara la Francia pre-revolucionaria y los EE. UU. actuales por su vulgaridad, que para él es «una extensión casi natural o resultado de todo aquello que es civilizado: una glorificación del ego».

### Salud
En el 2019, los EE. UU. fue calificado número 35 en una clasificación de países en términos de salud. Por comparación, España fue calificado como número 1 e Italia número 2. «La esperanza de vida en los EE. UU. lleva una tendencia a la baja debido a un alto número de muertes por sobredosis de fármaco y suicidios».
Estados Unidos es el principal país consumidor de drogas en el mundo, también tiene el índice más alto de muertes por sobredosis de todos los países de la OCDE, y la cifra de muertes por esta causa continúa en aumento.

## Opinión pública
En una encuesta de 2021, de entre 1019 estadounidenses, el 79 % dijo que los Estados Unidos «se está deshaciendo». Al mismo tiempo una cantidad casi igual de encuestados indicaron que se sentían «orgullosos de ser estadounidenses».
El sentimiento de orgullo nacional puede servir como un reflejo sobre el ánimo y estado del país. Desde 2001, la empresa Gallup publica una encuesta anual con la pregunta, «¿qué tan orgulloso se siente usted de ser estadounidense?» Las respuestas de «nada orgulloso» o «solo un poco orgulloso» siempre han sido minoritarias pero han ido en aumento desde 2001, en particular desde 2016, llegando a conformar hasta un 21 % en 2020.
¿Qué tan orgulloso se siente usted de ser estadounidense?
Respuestas de «nada orgulloso» o «solo un poco orgulloso».

En una encuesta de enero de 2022 de NPR e Ipsos, un 70 % de estadounidenses indicaron que creen que la democracia en los Estados Unidos «está en crisis y en riesgo de fallar».